# Nicrophorus (coleóptero)
- Commons
- Wikispecies

Nicrophorus é um género de insectos coleópteros da família Silphidae. A maior parte desses insectos são pretos com marcas vermelhas nos élitros. Os Nicrophorus enterram os cadáveres de pequenos vertebrados, como pássaros ou roedores, para servirem de alimento às suas larvas, e tanto a fémea como o macho cuidam das crias (um comportamento raro entre os insectos).
O género é por vezes designado como Necrophorus em textos antigos. Isso é uma alteração feita em 1789 por Carl Peter Thunberg ao nome originalmente estabelecido por Johan Christian Fabricius e não é considerado válido.

## Espécies
- Nicrophorus americanus
- Nicrophorus antennatus
- Nicrophorus apo
- Nicrophorus argutor
- Nicrophorus basalis
- Nicrophorus carolinus
- Nicrophorus chilensis
- Nicrophorus concolor
- Nicrophorus confusus
- Nicrophorus dauricus
- Nicrophorus defodiens
- Nicrophorus didymus
- Nicrophorus distinctus
- Nicrophorus encaustus
- Nicrophorus germanicus
- Nicrophorus guttula
- Nicrophorus heurni
- Nicrophorus hispaniola
- Nicrophorus humator
- Nicrophorus hybridus
- Nicrophorus insularis
- Nicrophorus interruptus
- Nicrophorus investigator
- Nicrophorus japonicus
- Nicrophorus kieticus
- Nicrophorus lunatus
- Nicrophorus maculifrons
- Nicrophorus marginatus
- Nicrophorus mexicanus
- Nicrophorus mongolicus
- Nicrophorus montivagus
- Nicrophorus morio
- Nicrophorus nepalensis
- Nicrophorus nigricornis
- Nicrophorus nigrita
- Nicrophorus oberthuri
- Nicrophorus obscurus
- Nicrophorus olidus
- Nicrophorus orbicollis
- Nicrophorus pliozaenicus†
- Nicrophorus podagricus
- Nicrophorus przewalskii
- Nicrophorus pustulatus
- Nicrophorus quadraticollis
- Nicrophorus quadrimaculatus
- Nicrophorus quadripunctatus
- Nicrophorus reichardti
- Nicrophorus satanas
- Nicrophorus sausai
- Nicrophorus sayi
- Nicrophorus scrutator
- Nicrophorus semenowi
- Nicrophorus sepulchralis
- Nicrophorus sepultor
- Nicrophorus smefarka
- Nicrophorus tenuipes
- Nicrophorus tomentosus
- Nicrophorus ussuriensis
- Nicrophorus validus
- Nicrophorus vespillo
- Nicrophorus vespilloides
- Nicrophorus vestigator
- Nicrophorus chryseus (Mazokhin-Porshnyakov, 1953) – não verificada
- Nicrophorus funerarius (Weigel, 1808) – não verificada